# 수원고등학교
수원고등학교(水原高等學校)는 대한민국 경기도 수원시 팔달구 매교동에 있는 사립 고등학교이다.

## 학교 연혁
- 1909년 2월 2일 : 수원상공회의소 부속사업으로 수원상업강습소 창립
- 1916년 4월 27일 : 수원상업강습소를 화성학원으로 개칭
- 1941년 3월 27일 : 수원상업학교로 승격인가와 동시에 설립자(초대 이사장) 홍사훈 선생, 초대 교장 홍사운 선생 취임
- 1946년 8월 1일 : 수원상업학교 인가 폐지와 동시에 수원중학교 6년제 인가
- 1951년 8월 31일 : 학제 변경에 의하여 수원중학교 및 수원고등학교 3년제로 분리
- 2009년 4월 25일 : 수원중·고등학교 개교 100주년 기념식 거행[수원종합운동장]
- 2009년 4월 27일 : 수원중·고등학교 개교 100주년 기념일
- 2020년 3월 1일 : 39학급 인가
- 2021년 3월 1일 : 제15대 교장 하봉수 선생 취임
- 2021년 12월 13일 : 제11대 이사장 윤지윤 선생 취임
- 2022년 1월 27일 : 지승학원 초대 이사장 윤지윤 선생 취임
- 2024년 1월 11일 : 제106회(수고 73회) 졸업식 거행, 총 28,964명

## 참고 문헌
- 수원고등학교 - 한국교육학술정보원 학교알리미

## 같이 보기
- 수원고등학교 축구단
- 수원고등학교 축구단 (1945년)